# Björkbergsbacken
Björkbergsbacken är ett naturreservat i Nora kommun i Örebro län.
Området är naturskyddat sedan 2017 och är 14 hektar stort. Reservatet omfattar en del av Limbergets sydöstra sluttning och består av gammal barrskog med gamla aspar.